# Wayne Wells
Wayne Alton Wells (* 29. September 1946 in Abilene, Texas) ist ein ehemaliger US-amerikanischer Ringer.

## Werdegang
Wayne Wells begann an der High School mit dem Ringen. Er war schon dort sehr erfolgreich und gewann, für OC Marshall startend, 1963 und 1964 die Oklahoma High School Championships im freien Stil, Leichtgewicht. An der University of Oklahoma, die er nach seiner High-School-Zeit besuchte, setzten sich seine Erfolge im Ringen fort. Er gewann mehrere Meisterschaften der NCAA (US-amerik. Hochschul-Sportverband) in den Jahren 1967 und 1968. Er beteiligte sich aber auch an den USA-Meisterschaften der AAU (Amer. Athleten Union) und gewann in den Jahren 1970 bis 1972 dreimal hintereinander die USA-Meisterschaft im Freistilringen, Weltergewicht. 1968 wurde er für die Olympischen Spiele nominiert, belegte dort aber den undankbaren 4. Platz. Wobei er vor allem an seiner Unerfahrenheit scheiterte, denn die Olympischen Spiele waren seine erste Teilnahme an einem internationalen Turnier. Vor den Olympischen Spielen 1972 in München stand Wayne Wells kurz vor dem Abschluss seines Jurastudiums. Er tat dann etwas, was für US-amerikanische Sportler ungewöhnlich war, er unterbrach sein Studium, um sich mit einem enorm harten Training, er trainierte zeitweise bis zu fünf Stunden pro Tag, auf die Spiele vorzubereiten. Der Einsatz lohnte sich, denn er wurde Olympiasieger, wobei er in den Endkämpfen auch dem bundesdeutschen Spitzenringer Adolf Seger klar nach Punkten besiegte.
Wayne Wells beendete danach seine aktive Ringerlaufbahn, beendete auch sein Jurastudium erfolgreich und arbeitet heute als Rechtsanwalt. Für seine Verdienste um den Ringersport wurde er 1982 in die National Wrestling Hall of Fame aufgenommen.

### Internationale Erfolge
(OS = Olympische Spiele, WM = Weltmeisterschaft, F = Freistil, Le = Leichtgewicht, damals bis 68 kg Körpergewicht, We = Weltergewicht, damals bis 74 kg Körpergewicht)
- 1968, 4. Platz, Olympische Spiele in Mexiko-Stadt, F, Le, mit Siegen über Stefanos Ioannidis, Griechenland, Jan Karlsson, Schweden, Janusz Pajak, Polen und Károly Buzás, Ungarn, einem Unentschieden gegen Sarbeg Beriaschwili, UdSSR und einer Niederlage gegen Enju Waltschew Dimow, Bulgarien;
- 1969, 2. Platz, WM in Mar del Plata, F, We, mit Siegen über Gerald Bonnet, Kanada, Tömöriin Artag, Mongolei, Seiji Yamagata, Japan und Matti Poikkala, Finnland und einer Niederlage gegen Sarbeg Beriaschwili
- 1970, 1. Platz, WM in Edmonton, F, We, mit Siegen über Angel Petrow, Bulgarien, Daniel Robin, Frankreich, Dandsandardschaagiin Sereeter, Mongolei, Toshitata Yoshida, Japan, Ludovic Ambrus, Rumänien und Nodar Hohaschwili, UdSSR;
- 1971, 2. Platz, Panamerican Games in Cali, F, We, hinter Francisco Lebeque, Kuba und vor Nestor González, Argentinien;
- 1972, Goldmedaille, OS in München, F, We, mit Siegen über Ali Demirtas, Türkei, Sereeter, Miroslaw Musil, Tschechoslowakei, Wolfgang Nitschke, DDR, Jan Karlsson, Jancho Pawlow, Bulgarien, Robin und Adolf Seger, BRD

### Nationale Erfolge
- 1967, 2. Platz, NCAA, Div. I Collegiate Championships, F, We;
- 1968, 1. Platz, NCAA, Div. I Collegiate Championships, F, We
- 1970, 1. Platz, USA-Meisterschaft, F, We;
- 1971, 1. Platz, USA-Meisterschaft, F, We;
- 1972, 1. Platz, USA-Meisterschaft, F, We